# عواطف نعيم
عواطف نعيم سلمان (ولدت 8 أيلول/سبتمبر 1946)، فنانة عراقية ممثلة ومخرجة وباحثة أكاديمية، وهي وشقيقة الفنانة إقبال نعيم.

## سيرتها
تحمل شهادة الدكتوراه في الإخراج المسرحي. كتبت وأخرجت لإذاعة بغداد العديد من البرامج الثقافية والدرامية والمسلسلات، وللتلفزيون العراقي المسلسلات والسهَرات الدرامية، ولشركات الإنتاج الدرامي. تواصل كتابة المتابعات النقدية والتنظيرات والدراسات في مجال المسرح في الصحف العراقية والعربية.

## جوائزها
- حصلت على وسام الفنون والآداب الفرنسي رتبة فارس، من وزارة الثقافة الفرنسية في عام 2022[2]

## وصلات خارجية
عواطف نعيم على موقع السينما